# Microtropis ovata
Microtropis ovata är en benvedsväxtart som beskrevs av Merrill och Freeman. Microtropis ovata ingår i släktet Microtropis och familjen Celastraceae. Inga underarter finns listade.